# Val do Dubra
Val do Dubra község Spanyolországban, A Coruña tartományban. Val do Dubra Santiago de Compostela, Ames, A Baña, Santa Comba, Tordoia és Trazo községekkel határos. Lakosainak száma 3734 fő (2024).

## Népesség
A település népessége az utóbbi években az alábbiak szerint változott:
| Lakosok száma | 4874 | 4642 | 4580 | 4423 | 4313 | 4120 | 3974 | 3876 | 3816 | 3734 |
|               | 2001 | 2004 | 2006 | 2009 | 2011 | 2014 | 2016 | 2019 | 2021 | 2024 |